# Józef Lipski (rotmistrz)
Józef Eligiusz Lipski (ur. 1769, zm. 1812) – rotmistrz kawalerii i generał major milicji gnieźnieńskiej. Był synem generała Jana Lipskiego (1743–1832). Walczył w powstaniu kościuszkowskim. Często mylony z Józefem Lipskim z Błaszek (1772 - 1817.)